# Hans Conrad Escher von der Linth
Hans Konrad Escher von der Linth (Zúrich, 24 de agosto de 1767 - Zúrich, 9 de marzo de 1823) fue un político, artista y científico suizo. Fue presidente del Gran Consejo de la República Helvética (1798-1799) y un ferviente oponente del federalismo. Dirigió la canalización del río Linth. Su hijo fue el geólogo Arnold Escher von der Linth.

## Biografía
Nació en Zúrich, su familia estaba metida en el negocio textil, fabricando sobre todo finas sedas. Recibió formación en su ciudad natal. Visitó las ciudades suizas de Morges y Ginebra con tal de aprender francés, instruido por Jean-Pierre Etienne Vaucher. Estudió economía y ciencias básicas en Gotinga, Alemania. Recibió fuertes influencias de Kant y Rousseau.
Junto con su amigo y compañero político Paul Usteri, fundó el Schweizer Republikaner, un diario de opinión reformista moderada. En 1798 fue elegido para el parlamento de la República Helvética, y fue nombrado presidente del Gran Consejo en otoño del mismo año.
Tras la reconstrucción del gobierno suizo de Napoleón en 1803, se retiró del mundo de la política, pero continuó participando en asuntos que incrementaban el bienestar de la gente. Dirigió el plan para la canalización del río Linth, pues sus inundaciones eran un problema que provocaba condiciones de adversidad, construyéndose el canal entre 1808 y 1822. Posteriormente también ayudó en proyectos similares.